# H.245
H.245 とは、H.323 や H.324 での通信や電話以外の信号の転送での制御チャネルプロトコルである。また、H.225.0コールでのトンネリングを可能とし、それによってファイアウォール越えを容易にする。
H.245 は、マルチメディア通信に必要な各種情報として、暗号、フロー制御、ジッター管理、設定要求、メディアストリームを搬送する論理チャネルの開閉といった情報をやり取りする。送信と受信は別々に定義されており、他の H.323 サポート機器に以上のような詳細情報を送信する手段を提供する。

## ハンドシェイク問題
初期の H.323 には、音声セッションのための論理チャネルを開く際に4方向 H.245 プロトコルによる長いハンドシェイクを必要とするという欠点があった。その後、これは H.225.0 の高速接続方式を導入することで改善された（ハンドシェイクは2方向）。別の勧告として H.460.6 があり、さらに高速な1方向ハンドシェイクを定義している。